# ヘルマン・ベーム (海軍軍人)

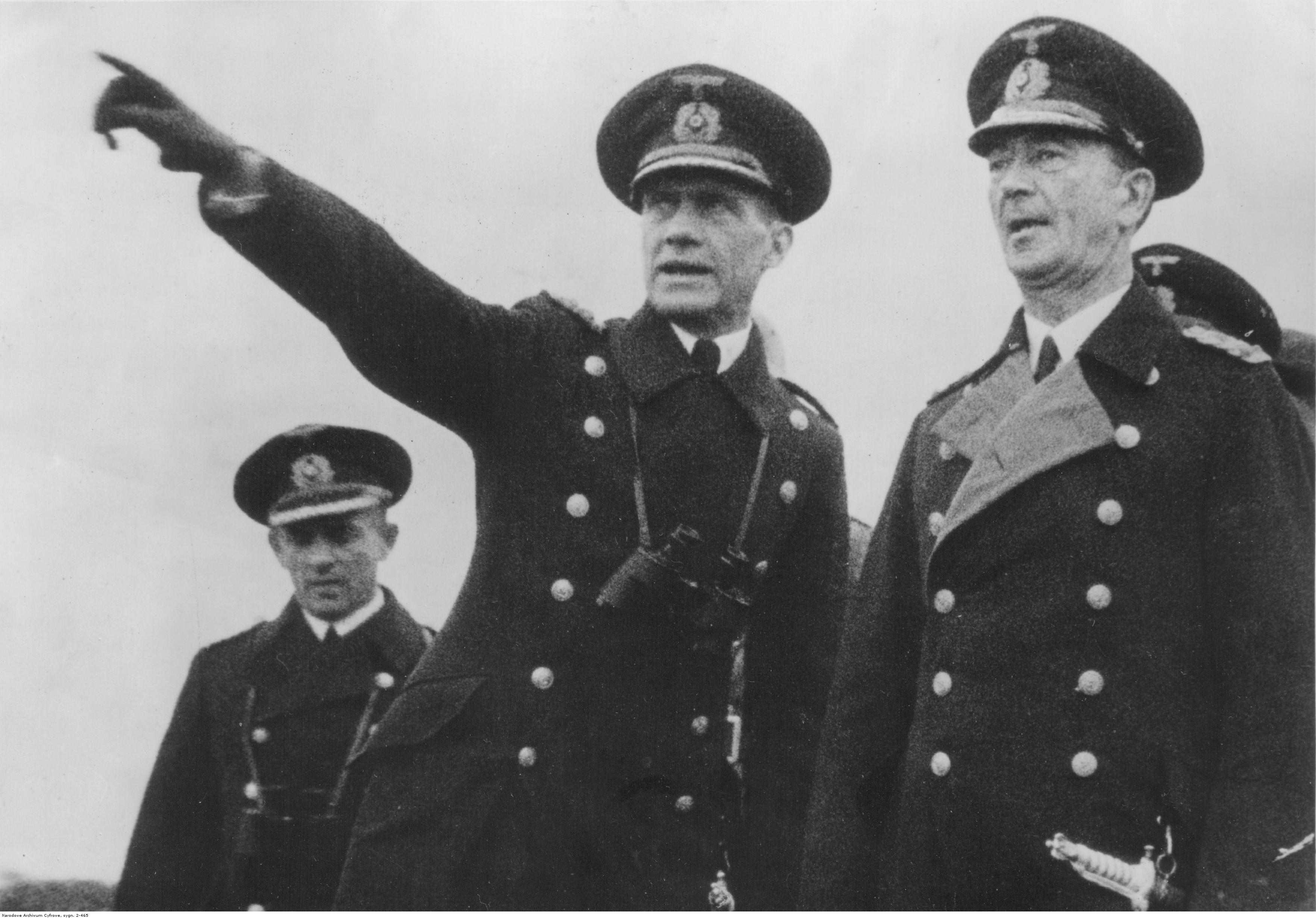
ベーム提督ら（於ノルウェー）

ヘルマン・ベーム（Hermann Boehm、1884年1月18日 - 1972年4月11日）は、ドイツの海軍軍人。海軍上級大将。

## 経歴
1903年4月1日にドイツ帝国海軍に士官候補生として入隊し、コルベット「シュタイン」で基礎訓練を受けた。1914年9月19日に海軍大尉に昇進し、第一次世界大戦中は様々な魚雷艇（ユトランド沖海戦では「G41」、後に「V 69」など）を指揮した。1919年に解任されたが、1920年に海軍がヴァイマル共和国海軍（ライヒスマリーネ）として再始動すると召集され、主に1933年まで幕僚として勤務した。
1933年10月3日、ベームは1年間「ヘッセン」艦長となり、1934年秋に海軍少将に昇進して海軍偵察部隊司令長官に任命された。スペイン内戦が始まった1936年8月25日から1937年8月3日までスペイン沿岸のドイツ海軍部隊を指揮する。1937年4月1日には海軍中将に昇進し、北海基地の指揮官に任命された。1938年初めに海軍大将となり、同年11月にはフロッテンシェフ（Flottenchef、艦隊司令官）となった。
ラプラタ沖海戦の直後、指揮官を解任され、数ヶ月間新たな役職に任命されなかった。1940年4月のノルウェー侵攻後、1940年4月10日にドイツ海軍司令官となり、翌年4月1日に海軍上級大将に昇進した。1943年3月にノルウェーから呼び戻され、同年5月31日、翌6月1日付で正式に現役を解かれた。1944年3月1日から1945年3月31日まで、海軍の教育課程の監察官を指揮し、任期終了と共にドイツ海軍を除隊された。

## 栄典
- 鉄十字勲章一級・二級（1914年制定）
- 剣付ホーエンツォレルン家勲章騎士十字章
- フリードリヒ・アウグスト十字章 一級・二級
- 1918年戦傷章黒章
- Medalla de la Campaña
- スペイン十字章
- 国防軍勤続章四等・三等・二等・一等
- 1938年3月13日記念メダル（アンシュルス・メダル）
- 鉄十字章略章一級・二級
- ドイツ十字章金章（1941年11月20日）